# Godefroi de Brionne
Godefroi de Brionne dit aussi Godefroi Crispin (mort après 1023), fut comte d'Eu au début du XIe siècle.

## Biographie
Fils naturel du duc Richard Ier de Normandie, on connaît très peu d'éléments sur la vie de ce Richardide. Le nom de sa mère est inconnu. Il ne s'agit en tout cas pas de Gonnor, ni d'Emma, respectivement la frilla et la femme de Richard Ier.
Selon Robert de Torigni, Godefroi reçut probablement le titre de comte d'Eu du duc Richard II, son demi-frère. Par contre, son titre de comte de Brionne est douteux. Si Orderic Vital écrit que le père de Godefroi lui donna le château et le comté de Brionne, Robert de Torigni parle plutôt d'une simple cession de la forteresse, de plus par volonté de Richard II. Ce qui est sûr, c'est que Godefroi était au moins le châtelain de Brionne.

## Mariage et descendance
D'une épouse inconnue, il eut un fils :
- Gilbert de Brionne, dit le comte Gislebert[3], qui lui succéda à la tête du comté d'Eu et éventuellement de Brionne.

Godefroy est à l'origine des seigneurs de Néhou et Mesnil-Hue.